# Língua de sinais da Papua-Nova Guiné
A língua de sinais da Papua-Nova Guiné (em Portugal: língua gestual da Papua-Nova Guiné) é a língua de sinais (pt: língua gestual) usada pela comunidade surda da Papua-Nova Guiné. Ela é, constitucionalmente, língua oficial reconhecida pelo Estado papuásio.
Não se sabe qual a exata dimensão desta língua no país nem se todos seus habitantes a utilizam da mesma forma. No entanto, pesquisas realizadas revelaram que falantes de diferentes regiões da Papua-Nova Guiné conseguiram se interagir, ainda que com uma grande variação linguística devido à influência de sinais familiares. Além desse tipo de sinal, esta língua também sofreu muita influência pelo contato com o tok pisin.